# Ableitstrom
Ein Ableitstrom ist ein elektrischer Strom, der unter üblichen Betriebsbedingungen in einem unerwünschten Strompfad fließt (Internationales Elektrotechnisches Wörterbuch – IEV 195-05-15). Eine häufige Ursache sind mit dem Schutzleiter verbundene Filterkondensatoren.
Ströme, die durch einen Isolationsfehler, wie einen zu geringen Isolationswiderstand, oder durch einen
Gerätefehler hervorgerufen werden, sind hingegen keine Ableit-, sondern Fehlerströme. Siehe hierzu auch Fehlerstromschutzschalter.
In der Medizintechnik wird ein weiterer Ableitstrom eingeführt: der Patientenableitstrom.

## Ursachen
Ableitströme können durch die in Netzfiltern eingesetzten Y-Kondensatoren und deren kapazitive Kopplung verursacht sein. Als Y-Kondensatoren werden besonders sichere, gegen Erde geschaltete Kondensatoren bezeichnet, welche der Unterdrückung von Störungen dienen. Auch durch Kapazitäten von Leitungen, Wicklungen oder elektrischen Heizungen mit Metallrohrmantel können auch bei vorschriftsmäßigem Isolationswiderstand Ströme zur Erde abfließen.
Im Fehlerfall, z. B. bei unterbrochenem Schutzleiter eines geerdeten Gerätes oder beschädigter Isolierung eines schutzisolierten Geräts, können durch den Ableitstrom gefährliche Berührungsspannungen entstehen.
Aber auch Elektromotoren erzeugen aufgrund ihrer großen Wicklungskapazität zum Blechpaket und damit zum Gehäuse Ableitströme, die sich beim Betrieb mit Frequenzumrichtern noch erheblich vergrößern und sogar zu Schäden an den Motorkugellagern führen können. Auch die Kapazität von langen Motorleitungen führen zu Ableitströmen über den Schirm.
Bei Frequenzumrichtern werden häufig zur Funkentstörung sowie zur Einhaltung der normativen EMV-Grenzwerte Funkentstörkondensatoren zwischen einem Anschluss im DC-Zwischenkreis (Plus- oder Minuspol) und das Metallgehäuse bzw. den Schutzleiter geschaltet. Bei dreiphasig betriebenen Frequenzumrichtern mit B6-Brückengleichrichter werden somit 150 Hz und Vielfache gegen das Erdpotenzial / PE abgeleitet. Bei einphasigen Umrichtern werden 50 Hz und Vielfache abgeleitet. Dieser Ableitstrom ist statisch und auch schon im Standby-Betrieb vorhanden. Ableitströme im hochfrequenten Bereich werden häufig durch Frequenzumrichter mit langen (geschirmten) Motorleitungen oder mehrerer parallel betriebener Frequenzumrichter erzeugt. Die Motorleitung bildet eine parasitäre Kapazität. Je länger die Motorleitung, desto höher ist diese. Die Höhe und die Frequenz dieser HF-Ableitströme ist u. a. von der Umrichter-Taktfrequenz (meist 2-18 kHz) abhängig.
Hohe Ableitströme können einen RCD zum Auslösen bringen, da dieser nicht zwischen einem Fehlerstrom und einem betriebsbedingten Ableitstrom unterscheiden kann.

## Folgen
Fließt ein Ableitstrom im Fehlerfall als erhöhter Berührstrom durch den Anwender des Gerätes oder durch eine andere Person, so kann er einen Elektrischen Schlag auslösen.
Zu hohe Ableitströme können auch zur Auslösung von Fehlerstromschutzschaltern (RCDs) führen. Impulsfeste Fehlerstromschutzschalter verfügen über eine Ansprechverzögerung, sodass die besonders hohen kapazitiven Ableitstromspitzen, die nur beim Einschalten von Geräten entstehen, nicht zur Auslösung führen. Für Ableitströme mit einem Gleichstromanteil sind nur allstromtaugliche RCDs geeignet.
Sind in einer Anlage mehrere Geräte enthalten, die je einen zulässigen Ableitstrom erzeugen, können sich deren Ableitströme zu einem unzulässig hohen Wert addieren.

## Messung
Der Ableitstrom kann durch verschiedene Messmethoden bestimmt werden.

### Messung des Schutzleiterstroms
Bei Geräten der Schutzklasse 1 werden Ableitströme über den Schutzleiter abgeführt, es muss also lediglich der Schutzleiterstrom gemessen werden.

#### Direkte Messung des Schutzleiterstroms
Hierbei muss das entsprechende Gerät bis auf die Netzleitung isoliert werden, d. h., dass alle leitenden Verbindungen zur Erde (z. B. Rohr-, Daten- oder Antennenleitungen) getrennt werden müssen. Dann wird der Schutzleiter des Gerätes aufgetrennt, ein Strommessgerät zwischengeschaltet und das Gerät in Betrieb genommen. Das Messgerät zeigt dann den Schutzleiterstrom an.

#### Indirekte Messung des Schutzleiterstroms / Differenzmessung
Bei der indirekten Messung wird mit einem speziellen Zangenamperemeter der Summenstrom des hin- und rückfließenden Netzstroms gemessen. Der Differenzstrom entspricht dabei dem Ableitstrom. Der Schutzleiter darf bei dieser Messart nicht mit durch die Stromzange geführt werden. Dafür braucht das Gerät nicht isoliert zu werden, so dass alle betriebsbedingten, metallischen Verbindungen erhalten bleiben können.

### Messung des Berührungsstroms
Geräte der Schutzklasse 2 (Schutzisolierung) haben keinen Schutzleiter, weshalb hier als Ableitstrom nur der Berührstrom in Betracht kommt, da ja ein Stromfluss nur bei Berührung mit geerdeten Personen oder Gegenständen zustande kommt. Trotz doppelter Isolierung dieser Geräte können über metallische Gehäuseteile (Getriebe, Wellen, Griffe, Zierleisten, …) Ströme gegen Erde abfließen.
Wie bei der Schutzleiterstrommessung kann hier direkt oder indirekt der mögliche Strom zur Erde gemessen werden, der bei Berührung zum Fließen käme. Der Berührungsstrom wird an den entsprechenden Metallteilen des Gehäuses gemessen. Während der Messung muss die Netzspannung umgepolt werden, wobei der höhere Strom als Messergebnis gilt.

### Ersatzableitstrommessung
Da die oben angeführten Messungen mit Netzspannung durchgeführt werden, bergen sie ein nicht unerhebliches Gefahrenpotential.
Deshalb kann auch eine Ersatzableitstrommessung durchgeführt werden, bei der der Messkreis galvanisch vom Netz getrennt ist und auch Kleinspannung (ab 25 V) führen kann. Bei niedrigerer Messspannung muss der gemessene Ableitstrom auf die Betriebsspannung hoch gerechnet werden. Bei Messung mit Netzspannung darf der gemessene Ersatzableitstrom halbiert werden, weil zur Messung beide Anschlüsse zusammengeschaltet werden, das Netz bei Normalbetrieb jedoch entweder nur einen Anschluss unter Spannung setzt (unsymmetrisches Netz mit P und N-Leiter) oder beide auf die halbe Spannung (symmetrisches Netz).
Die Ersatzableitstrommessung darf nur Verwendung finden, wenn sich im zu prüfenden Gerät keine „netzspannungsabhängigen Schalteinrichtungen“ (Relais, Schütze, Schaltnetzteil, elektronische Steller, …) befinden. Diese Bauteile werden bei der Ersatzableitstrommessung nicht aktiv und verhindern, dass die Prüfspannungen dahinter liegende Baugruppen im Gerät erreichen können – unter Umständen bleibt ein Großteil des Gerätes faktisch ungeprüft.
Varistoren (Überspannungsableiter) haben hingegen den gleichen Einfluss wie bei der direkten bzw. Differenzstrom-Messung.

### Grenzwerte
Der gemessene Schutzleiterstrom bzw. Berührungsstrom darf folgende Grenzwerte gemäß DIN VDE 0701-0702 nicht überschreiten:
- Schutzleiterstrom:
  - für allgemeine Geräte: 3,5 mA
  - für Geräte mit eingeschalteten Heizelementen mit einer Gesamtleistung über 3,5 kW: 1 mA/kW bis max. 10 mA
  - Beim Überschreiten dieser Grenzwerte ist festzustellen, ob durch Produktnormen bzw. Herstellerangaben andere Grenzwerte gelten.
- für den Berührungsstrom (Sondenstrom): 0,5 mA

## Ableitstrom in der Medizintechnik
In der Medizintechnik werden zwei weitere Ableitströme eingeführt:
- der Patientenableitstrom: er wird wie der Gehäuseableitstrom bestimmt, jedoch nur am Anwendungsteil gemessen (also an dem Teil, das der Patient zwingend für die Behandlung bzw. Untersuchung berühren muss).
- der Patientenhilfsstrom: er ist der betriebsnotwendige Strom zwischen Teilen des medizinischen Gerätes, der über den Patienten fließt, und wird zwischen den Anwendungsteilen gemessen.

### Grenzwerte
Bei den Grenzwerten für den Patientenableitstrom werden unterschieden (siehe dazu auch die DIN 60479-1):
- Gleichstrom (DC)
- Wechselstrom (AC); die Grenzwerte für Wechselstrom sind wesentlich höher als diejenigen für Gleichstrom.

Weiter werden unterschieden:
- N.C. (Normalsituation von engl. normal condition)
- S.F.C. (Ein-Fehler-Situation von engl. single fault condition).

Je nach Einstufung des Anwendungsteils sind verschiedene Grenzwerte einzuhalten (Werte entnommen aus der EN 60601-1, 3. Ausgabe, Tabelle 3):
| Schutzstufe                                                                                             | NC    | NC     | S.F.C. | S.F.C. |
| Schutzstufe                                                                                             | DC    | AC     | DC     | AC     |
| --- | ----- | ------ | ------ | ------ |
| B (meist durch Erdung realisiert)                                                                       | 10 µA | 100 µA | 50 µA  | 500 µA |
| BF (muss von Erde getrennt aufgebaut werden; F für floating)                                            | 10 µA | 100 µA | 50 µA  | 500 µA |
| CF (muss von Erde getrennt aufgebaut werden und ist für die Anwendung am Herzen geeignet; C für cardio) | 10 µA | 10 µA  | 50 µA  | 50 µA  |

## Maßnahmen gegen zu hohen Ableitstrom
Kondensatoren in Netzfiltern zur Erde, Kapazitäten zwischen den Wickeln und zum Kern in Transformatoren sollten so klein wie möglich gehalten werden. Bei Netzfiltern ist dazu eine Erhöhung der Induktivität der Entstördrosseln nötig, um die Störemissions-Grenzwerte dennoch einzuhalten. Mehrere Geräte mit hohen Ableitströmen müssen gegebenenfalls auf verschiedene Stromkreise mit je einem Fehlerstrom-Schutzschalter (Residual Current Device, RCD) aufgeteilt werden, um Fehlauslösungen zu vermeiden.
Bei hohen Ableitströmen muss das Fließen des Ableitstromes über den menschlichen oder tierischen Körper durch technische Maßnahmen ausgeschlossen werden. Das sind die Potentialtrennung und der Potentialausgleich. Letzterer wird überwiegend angewendet.
Bei Geräten der Schutzklasse I fließen Ableitströme normalerweise über den Schutzleiter zum Sternpunkt der Elektroinstallation. Ist der Schutzleiter jedoch aufgrund eines Fehlers unterbrochen, kann der Ableitstrom über den menschlichen Körper fließen.
Bei Geräten der Schutzklasse II (Geräte ohne Schutzleiter) können Ableitströme nur über den Körper der das Gerät berührenden oder anderweitig mit ihm in Verbindung stehenden Person abfließen und müssen deshalb zum Beispiel durch die ohnehin erforderliche verstärkte Isolation oder konstruktiv verringerte Kapazitäten zum Gehäuse bzw. anderen berührbaren leitfähigen Teilen gering gehalten werden. Typische Beispiele sind metallene Leuchten oder Heimelektronik-Geräte. Bei besonders hohen Sicherheitsanforderungen (Medizin, Behälterbau) werden daher zusätzlich Trenntransformatoren und andere Maßnahmen zur sicheren elektrischen Trennung eingesetzt.
Zusätzlich werden in der Medizin alle Gerätegehäuse, die nach dem Trenntrafo angeordnet sind, durch einen örtlichen potentialfreien Potentialausgleichsleiter verbunden, in den alle weiteren berührfähigen Teile mit einbezogen werden. Ebenfalls werden Stromkreise nach einem Trenntrafo, IT-Netz, durch Isolationswächter überwacht.
Für Ableitströme, die durch EMV-Filter an 3-phasigen Geräten mit B6-Brückenschaltungen erzeugt werden (z. B. 3-phasige Frequenzumrichter, Netzteile, USV, Wechselrichter etc.), gibt es die Möglichkeit einer aktiven Ableitstromkompensation. Diese Kompensation ermöglicht es, Ableitströme der Frequenzen 150 Hz, 450 Hz und 750 Hz auf wenige Milliampere zu reduzieren. Gerade eine 150 Hz-Ableitung führt nicht selten zum Auslösen von RCD-Schutzeinrichtungen, ohne dass ein Fehler vorliegt.